# ناوكي ياغي
ناوكي ياغي (باليابانية: 八木 直生) (18 ديسمبر 1991 في كيرو في اليابان – )؛ هو لاعب كرة قدم سابق كان يلعب كحارس مرمى.

## وصلات خارجية
- ناوكي ياغي على موقع قاعدة بيانات كرة القدم.إي يو (الإنجليزية)
- ناوكي ياغي على موقع عالم كرة القدم.نت (الإنجليزية)